# Малышев, Дмитрий Григорьевич
Дмитрий Григорьевич Малышев — томский купец II и I гильдий, общественный и политический деятель, гласный Томской городской думы.

## Биография
Происходил из пермского купеческого сословия. Числился купцом II, а позднее и I гильдии. В 1880-х годах — агент «Российского страхового от огня общества» (Томск).
Заниматься коммерцией начал служащим в фирме П. В. Михайлова, томского купца I гильдии. В 1902 году было создано объединение по сбыту мануфактуры — торговый дом «Михайлов и Малышев», обороты которого в этом же году достигли 1 млн рублей, а в 1912 — 3 млн.
С 1906 по 1907 год возглавлял «Русское народное общество — за веру, царя и отечество». В 1908 году указывался в составе учётно-ссудного комитета по торгово-промышленным кредитам в Томском отделении Госбанка.
В 1913 году совместно с купцом А. Д. Родюковым приобрёл Берикульские золотые рудники у компании «Золоторосс».
Гласный Томской городской думы и член думской врачебно-санитарной комиссии. Состоял в партии «Союз 17 октября».
Почётный член Томского добровольного пожарного и Томского благотворительного обществ. Почётный попечитель Томского Алексеевского реального и Иштанско-Нагорного сельского училищ.
В 1908 году при духовной семинарии был разбит сад, созданный на средства Малышева.